# 老挝驻上海总领事馆
老挝人民民主共和国驻上海总领事馆设立于中国上海市，是老挝在中国设立的第五个总领事馆。

## 历史沿革
2013年9月5日开馆。2014年1月8日，总领事馆举行开馆仪式，中国副外长谢杭生与老挝副外长顺通共同参加仪式。在此之前，老挝在昆明、香港、南宁和广州开设了总领事馆。

## 领区
领区包括上海市、江苏省、浙江省和安徽省。  

## 历任总领事
- 西莎美·銮珍达翁（Sisamay Luangchandavong）
- 博潘·谱塔翁（Bouaphat Phoutthavong）
- 维达万·桥本控（Vidavone Keobounkhong）[4]